# Dürfen darf man alles
Dürfen darf man alles ist ein Lied der deutschen A-cappella- und Popband Die Prinzen aus dem Jahr 2021.

## Entstehung und Veröffentlichung
Das Lied wurde zusammen von den Prinzen-Mitgliedern sowie Joe Walter getextet und komponiert. Für die Produktion zeichneten Henrik Menzel und Peter Seifert (Jem) verantwortlich.
Die Erstveröffentlichung von Dürfen darf man alles erfolgte als Single am 29. Januar 2021 bei Warner Music. Am 28. Mai 2021 erschien das Lied als Teil des zwölften Prinzen-Studioalbums Krone der Schöpfung.

## Inhalt
Das Lied beschäftigt sich mit dem Thema der Politischen Korrektheit und stellt verschiedene Fragen, die heute als politisch teils inkorrekt gewertet werden.

## Musikvideo
Das Musikvideo entstand unter der Regie von Roman Schaible. Es zeigt die verschiedenen Bandmitglieder in unterschiedlichen Rollen und Situationen die von der Gesellschaft als politisch teils inkorrekt angesehen werden. Neben der vom Text visualisierten Elemente greift das Musikvideo u. a. auch zu kritisierende Umstände der Umwelt auf. Bis Juni 2024 zählte das Musikvideo über 1,6 Millionen Aufrufe auf der Videoplattform YouTube.